# Interkulturelle Ehe
Die interkulturelle Ehe, auch bikulturelle Ehe, bezeichnet die Ehe zwischen Angehörigen unterschiedlicher Nationalitäten, Ethnien oder Kulturen. Bei der Verwendung dieses Begriffs spielt, im Gegensatz zum Begriff der interkonfessionellen und zur interreligiösen Ehe, die religiöse Weltanschauung keine primäre Rolle.
Jegliche Gesetze oder staatliche Regeln, die die Wahl des Ehepartners ethnisch, national, kulturell oder religiös beschränken, stehen im Konflikt mit dem Menschenrecht auf freie Wahl des Ehepartners (Artikel 16 der Allgemeinen Erklärung der Menschenrechte). Das Ende einer binationale Ehe stellt die Ehegatten vor rechtliche Herausforderungen.

## Bikulturell vs. binational
Während der Begriff der interkulturellen oder bikulturellen Ehe weit gefasst ist, lässt sich die binationale Ehe enger eingrenzen auf Ehen, in denen die Partner unterschiedlichen Staaten angehören.
Die Häufigkeit binationaler Ehen hängt auch von den nationalen Gesetzen zur Staatsangehörigkeit ab. So galt in Deutschland bis zum 31. März 1953, dass eine Ausländerin bei Eheschließung mit einem Deutschen automatisch Deutsche wurde und dass umgekehrt eine Deutsche bei Eheschließung mit einem Ausländer ihre deutsche Staatsangehörigkeit verlor, sofern sie dadurch nicht staatenlos wurde, und noch bis zum 31. Dezember 1969 konnte eine Ausländerin bei Heirat mit einem Deutschen die deutsche Staatsangehörigkeit durch Erklärung erwerben (siehe hierzu: „Deutsche Staatsangehörigkeit“, Abschnitt „Eheschließung“).

## Statistik in Deutschland
Ende der 1980er-Jahre war knapp jede zehnte auf einem bundesdeutschen Standesamt geschlossene Ehe eine deutsch-ausländische Ehe.
Die Zahl der zusammenlebenden Paare, in denen ein Partner die deutsche und ein Partner eine ausländische Staatsangehörigkeit hatte, stieg von 723.000 im Jahr 1995 auf knapp 1,4 Millionen im Jahr 2008.
In Deutschland lebten laut Mikrozensus 2017 rund 1,5 Millionen deutsch-nichtdeutsche Paare in Deutschland, wovon 1,2 Millionen miteinander verheiratet sind. Sie machten damit rund 7 % der insgesamt knapp 21 Millionen Paare in Deutschland aus. Etwas häufiger, bei 1,7 Millionen (8 %) waren Paare, in denen beide eine ausländische Staatsangehörigkeit besaßen. Die Mehrheit mit 85 % der Paare waren deutsch-deutsche Paare.

## Bewertung in der Geschichte
In der Geschichte Europas fanden grenzübergreifende Heiraten zunächst vor allem innerhalb des Hochadels statt, wobei machtpolitische Erwägungen, etwa die Bildung von Allianzen, eine wesentliche Rolle spielten. Die Einwerbung einer Braut von höchstem Rang brachte erhebliches symbolisches Kapital mit sich, ebenso wie familiäre Beziehungsnetze, welche für die Landespolitik genutzt wurden (siehe auch: Heiratspolitik). Durch eine dynastische Heirat ergab sich zugleich ein Kulturtransfer, der über den Hof hinaus ins Land ausstrahlte.
Standesämter sahen sich Anfang des 20. Jahrhunderts im Hinblick auf binationale Ehen vor die Aufgabe gestellt, Kollisionen nationalen Rechts zu beachten. Dies war umso mehr von Bedeutung, als dass gegebenenfalls die Frau – so auch in Deutschland – durch die Eheschließung mit einem Ausländer ihre bis dahin bestehende Staatsangehörigkeit verlor. In Bulgarien, in Österreich und in Ungarn stellte eine Religionsverschiedenheit ein Ehehindernis dar, und eine rechtsgültige Ehe mit einem ungarischen oder bulgarischen Staatsangehörigen setzte voraus, dass nach der zivilen eine kirchliche Trauung folgte – fand letztere nicht statt, galten die Kinder als „illegitim“. In der Folge des Haager-Staaten-Abkommens zur Regelung des Geltungsbereichs der Gesetze auf dem Gebiet der Eheschließung aus dem Jahr 1902 bemühten sich Staaten um eine einheitliche Regelung internationaler Eheschließungen.
Für manche „gemischten“ Ehen lässt sich eine negative Bewertung teils für Gesellschaften in der Vergangenheit und teils auch für die Gegenwart belegen. So wurden zu Zeiten des Kolonialismus seitens der Kolonialmächte die Ehen von Repräsentanten der „Herrenschicht“ mit den als „rassisch minderwertig“ angesehenen Einheimischen problematisiert, ein Beispiel dafür ist die Mischehendebatte im deutschen Reichstag (1912). Spanien, die Niederlande und Großbritannien trafen vor allem Maßnahmen, um Beziehungen zwischen europäischen Frauen and Männern aus den kolonisierten Ländern zu unterbinden. So wurden von den 1930ern bis in die 1950er die Briefe spanischer Frauen an marokkanische Männer durch die Obrigkeit abgefangen; den Absenderinnen wurde die Einreise nach Marokko verwehrt, und teils wurde umgekehrt auch marokkanischen Männern die Einreise nach Spanien verweigert.
Vielfach wurden „gemischtrassige“ Ehen auch durch den Staat ausdrücklich verboten, beispielsweise durch die „anti-miscegenation laws“ in den USA, eine Praxis, die in 16 Staaten der USA 1967 durch das höchstrichterliche Urteil Loving v. Virginia ein Ende fand. In einer Meinungsumfrage ein Jahr später waren 20 % für „gemischtrassige“ Ehen und 73 % dagegen (Weiße: 17 % dafür, 75 % dagegen; Schwarze: 56 % dafür, 33 % dagegen). Die Befürworter wurden erst 1991 zur Mehrheit.
Beziehungen zwischen Ausländern und Deutschen sind in der deutschen Gesellschaft, in Politik und in den Medien je nach Geschlecht des ausländischen Partners teils sehr verschieden bewertet worden. Der Historiker Christoph Lorke charakterisiert dies als „eine markante geschlechtsspezifische Differenz bei der Wahrnehmung grenzüberschreitender Sexualität“. Häufig wurde eine Diskriminierung von Ausländern auf die weibliche Partnerin übertragen, die mitsamt den gemeinsamen Kindern zu „Fremden im eigenen Land“ zu werden drohte.
Eine besondere historische Rolle spielt die Verfolgung der „Mischehen“ von Nichtjuden mit Juden während des Dritten Reichs.
Verwandtschaftsbeziehungen im Kontext interkultureller Partnerschaften und internationaler Adoptionen sind als transkulturelle Verwandtschaft Gegenstand der Forschung.

## Bikulturalität der Kinder
Als bikulturell bezeichnet man Menschen, die mit zwei Kulturen aufwachsen, etwa weil ihre Eltern zwei unterschiedlichen Kulturen angehören oder weil ihre Eltern oder die Familie als Ganzes in ein anderes Land migrierte. In interkulturellen Familien sind Kinder daher typischerweise bikulturell. Wie Third Culture Kids auch, wachsen sie mit mehreren Kulturen auf.
Bikulturelle Kinder sind häufig zwei- oder mehrsprachig. Der Migrationssoziologe Hacı-Halil Uslucan hebt hervor, dass Bikulturalität und Bilingualität außerordentliche Entwicklungschancen bieten; so seien Bikulturelle in der Lage, die kulturelle Perspektive zu wechseln, und es gebe Hinweise, dass Bilingualität auch die metasprachlichen Fähigkeiten fördert und dem Abstraktionsvermögen zugutekomme.
In denjenigen bikulturellen Partnerschaften, in denen die Partner mit verschiedenen Sprachen aufgewachsen sind, stellt sich bei der Geburt von Kindern die Frage, welche Sprachen gewählt werden. Damit das Kind zweisprachig aufwächst, wird häufig der Ansatz „eine Person, eine Sprache“ verwendet, bei dem jeder Elternteil die eigene Sprache mit einem Kind spricht. Ein anderer Ansatz der bilingualen Erziehung ist, zuhause diejenige Sprache zu sprechen, die nicht in der umgebenden Gesellschaft überwiegt (minority language at home, ML@H) und außerhalb des Hauses die Umgebungssprache zu verwenden; dieser Ansatz ist in Einwanderer- und Expat-Familien verbreitet.
Das Maß, in dem zwei kulturelle Identitäten von der betreffenden Person als kompatibel oder überlappend wahrgenommen werden, nennt Benet-Martínez die bikulturelle Identitätsintegration (Bicultural Identity Integration, BII). Nach Benet-Martínez prägt diese Eigenschaft nachhaltig das Verhalten und die kognitive Verarbeitung bikultureller Personen: Personen mit niedrigem BII würden ihre Bikulturalität eher als konfliktbehaftet erleben und hätten häufig den Eindruck, sich zwischen zwei Kulturen entscheiden zu müssen, wohingegen Personen mit hohem BII leichter zwischen zwei kulturellen Rahmen wechselten.